# Horace Silver and the Jazz Messengers

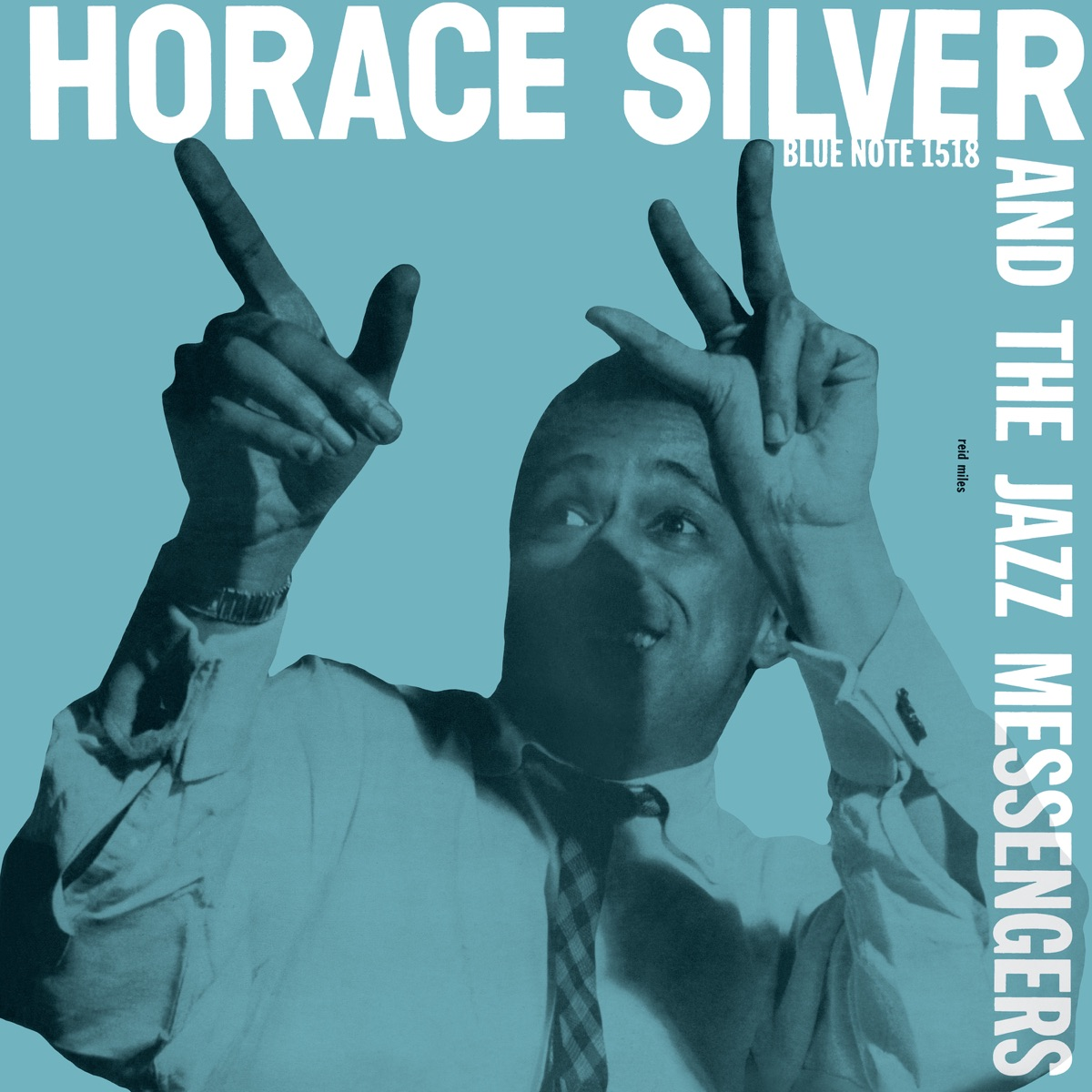

Horace Silver and the Jazz Messengers è un album di Horace Silver con i The Jazz Messengers, pubblicato dalla Blue Note Records nel 1955. Il disco fu registrato negli studi di Rudy Van Gelder ad Hackensack nel New Jersey (Stati Uniti) nelle date indicate nella lista tracce.

## Tracce
Lato A
1. Room 608 – 5:22 (Horace Silver) – Registrato il 13 novembre del 1954
2. Creepin' In – 7:26 (Horace Silver) – Registrato il 13 novembre del 1954
3. Stop Time – 4:07 (Horace Silver) – Registrato il 13 novembre del 1954
4. To Whom It May Concern – 5:11 (Horace Silver) – Registrato il 6 febbraio del 1955

Lato B
1. Hippy – 5:23 (Horace Silver) – Registrato il 6 febbraio del 1955
2. The Preacher – 4:18 (Horace Silver) – Registrato il 6 febbraio del 1955
3. Hankerin' – 5:18 (Hank Mobley) – Registrato il 6 febbraio del 1955[1]
4. Doodlin' – 6:45 (Jon Hendricks, Horace Silver) – Registrato il 13 novembre del 1954[2]

## Musicisti
- Horace Silver - pianoforte
- Kenny Dorham - tromba
- Hank Mobley - sassofono tenore
- Doug Watkins - contrabbasso
- Art Blakey - batteria